# 발레의 무대미술
발레의 무대미술에는 의상(衣裳)과 무대장치와 조명의 세 가지가 포함된다. 

## 의상
그 가운데 의상은 표현기교와 떨어질 수 없는 관계가 있으며 나머지 둘은 극장의 구조와 밀접한 관계가 있다. 발레는 그 초기에 궁정의 스펙터클에서 발달한 것이므로 15세기 이후는 당시의 궁정의상이 쓰였다. 즉, 여성은 바닥에 질질 끌리는 긴 옷자락의 의상을 걸치고, 팔이나 가슴 목 이외의 육체의 노출이 허락되지 않았다. 팔만 해도 긴 장갑을 착용했을 정도이다. 그래도 발레를 출 수 있었던 것은 요컨대 표현기교가 유치하고 단순했었기 때문이었다. 그런데 발레의 발달과 함께 기교는 차차 복잡해지고 고도화했기 때문에 긴 옷자락을 질질 끌고 고래뼈의 후프를 허리에 두른 부자유스런 의상으로는 출 수 없게 되었으며 따라서 옷자락을 짧게 하고 서서히 발을 드러내기에 이르렀다. 동시에 그 무렵까지 사용되었던 가발이나 가면(假面)도 폐지했다. 그리고 또한 도약(跳躍) 등의 격렬한 운동을 수반하는 기교가 고도화함에 따라 더욱더 긴 발을 노출시킬 필요가 절실해지자, 이번에는 직접 육체를 알몸 그대로 보이지 않기 위해 타이츠(다리 전체에 밀착시킨 긴 스타킹)를 사용하게 되었다. 알몸의 육체를 보이지 않는 것은 궁정 발레 이후의 철칙이기 때문이다. 그리고 이 철칙은 고전 발레에 관한한 현대까지도 계승되고 있다. 

### 발레 튀튀
고전 발레의 의상이 현재처럼 통일된 것은 거의 19세기의 전기(前期)부터이다. 그것은 탈료니라는 무희(舞姬)가 1832년에 파리의 오페라 극장에서 <라 실피드>(空氣의 精)라는 발레를 상연한 이후부터이다. 그녀는 이때 순백의 엷은 오간지와 튤을 몇 겹 겹친 긴 치마에 목이나 어깨, 팔 등을 드러내고 상반신은 몸에 꼭 밀착시킨 상의로 감쌌으며 엷은 핑크 빛깔의 타이즈에 비단 신발을 신고 춤추어 대단한 인기를 끌었다. 그리고 이것이 계기가 되어 이 의상은 그 후로 발레의 제복이 되어버렸다. 이를 로맨틱 튀튀(프랑스어: tutu, 제복(制服)이란 뜻)라고 불러, 낭만적인 고전 발레에서는 여성무용수가 반드시 착용하게 되었다. 이에 반해 클래식 튀튀라는 것이 있다. 로맨틱 튀튀의 옷자락을 더욱 짧게 줄이고 거의 허리만을 감싸는 정도로 하여, 그 대신 포근하고 두텁게 한 치마이다. 고전 발레에서 예컨대 <백조의 호수>의 오데트가 몸에 걸치는 의상이 그것이다. 이 클래식 튀튀를 처음으로 착용하여 러시아에 소개한 사람은 비르지니아 주키(1847-1930)라는 이탈리아 무희였다. 그녀가 그것을 착용하여 1887년에 상트 페테르부르크(예전의 레닌그라드)에 있는 마린스키 극장에서 추었을 때에는 러시아 황제나 귀족들로부터 맹렬한 반대가 있었으나 그럼에도 불구하고 러시아의 무희들은 앞을 다투어 이 짧은 튀튀를 입고 춤을 추게 되었다. 그것은 격렬한 도약이나 회전의 새로운 기교를 용이하게 하기 위한 필연적인 요구였다. 이후 이 튀튀는 고전발레의 제복이 되어 오늘에 이르고 있다.

## 장치
장치는 또한 발레와 같은 무대 예술의, 더구나 극적인 내용을 갖추고 있는 것에는 없어선 안 될 중요한 요소이다. 막이 열리면 동시에 장면의 이미지를 강렬하게 인상적인 것으로 하기 위해서도 무대장치는 가장 효과적이다. 다만 연극이나 오페라 등의 장치와 다른 점은 무대 위에 춤추는 면적을 넓게 잡을 필요가 있으므로 필요최소한도로 억제하는 것이 원칙이며, 따라서 필요한 장치라 해도 무대 안이나 좌우, 또는 양측에 꾸며 공간을 되도록이면 가장 넓게 잡을 수 있도록 하고 있다. 발레는 많은 인원이 동시에 무대위에서 추기 때문에 이러한 조치가 취해지는 것이다. 

## 조명
조명에 이르러서는 완전히 그 극장이 지니는 기능으로 좌우된다. 조명 설비의 좋고 나쁨은 당장에 조명효과에 영향을 미치기 때문에 그 메커니즘이 가장 중요하다. 광원(光源)도 옛날의 자연광선에서 횃불→촛불→등유→가스→전기 등으로 발달하였다. 광원이 발달하여 밝음을 더하고 색채나 효과의 점에서 눈부신 발달을 하긴 했으나 그 메커니즘을 조작하는 것은 인간이며 조명 플랜을 설계하는 것도 '조명가'라는 인간이다. 따라서 거기에서 예술이 생겨난다. 조명가는 미래 대본의 지정이나 연출가의 의도(意圖), 또한 음악 등으로 그 극장의 메커니즘이나 조명설비를 고려해 넣어 그것을 담당 계원에게 조작시켜 비로소 무대조명이 성립한다. 그 플랜과 조작이 완전히 일치하고 효과적으로 실시됨으로써 발레는 살아나는 것이다. 